# 花菖蒲
花菖蒲（学名：Iris ensata var. hortensis）为鸢尾科鸢尾属下的一个变种。

## 扩展阅读
- 維基物種上的相關：花菖蒲